# EyeToy
EyeToy（アイトーイ）は、ソニー・コンピュータエンタテインメント（SCE）のPlayStation 2用のゲームコントローラ。
本項では、EyeToyの後継製品であるPlayStation 3用のPlayStation Eye、PlayStation 4及びPlayStation 5用のPlayStation Camera、PlayStation 4にプリインストールされたゲームソフトであるTHE PLAYROOM（ザ　プレイルーム）、PlayStation 5用のPS5 HDカメラを併せて扱う。

## 概要
カメラを介して、テレビに写っている自分そのものをコントローラとして操作して遊ぶことができる。
PlayStation 3用であるPlayStation Eyeからは、PlayStation Moveが新たに提供され、カメラと連携することによって拡張現実の表現を取り入れることが可能となった。PlayStation 4用のPlayStation CameraではPS VRと連携した拡張現実の高度なモーションキャプチャも可能となったが、PlayStation 5用のPS5 HDカメラでは遊ぶための機能は全て削除された。

## EyeToy

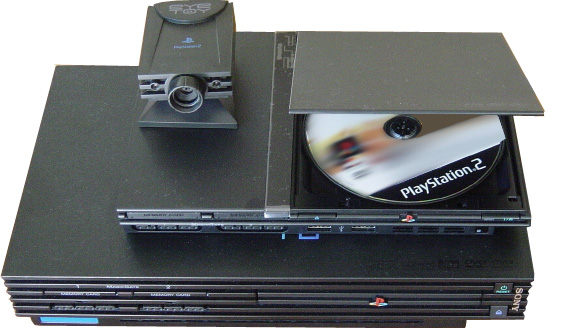
薄型PS2の上にEyeToyが設置している時

EyeToyは、PlayStation 2用のUSBカメラ（USB1.1）。ソフトもEyeToyに対応したものではないと操作することはできないが、PS2専用コントローラでも操作することが出来る場合もある。ゲーム第1弾は同時発売の『EyeToy:Play』。Eyetoyの影響を受けたマイクロソフトが開発したのがKinectである。
PlayStation 3にも対応しておりUSBカメラとして使用可能だが、マイクは使用できないのでAVチャットを利用したい場合は、マイクやヘッドセットが必要になる。レンズの焦点はかなり幅が広いため、ダイヤルを回して調整する必要がある。PlayStation 3初期型のPlayStation 2互換機能で対応ソフトを起動しても事実上対応し、PlayStation 4以降での接続もエラーが特段出ることはないため可能。カメラの周囲の明るさも検知でき、カメラを覆い隠すと赤ランプが点滅するようになっている（ただし、対応ソフトの起動中のみ）。
2000年に技術的な発表が行われ、海外では2003年に発売された。この時には既にPlayStation Moveの原型となる物も公開されていた。
フレームレートは320×120ピクセル（60fps）、8ビット精度でカメラからの深度を得られる波長660nmの赤色光を使った深度センサーを搭載している。海外では「EyeToy:Play 3」、「EyeToy:Kinetic」などといった日本では発売されていない作品も存在するが、PS3発売時までに世界中でEyetoyを使用した新規作品は終了した。
- 専用タイトル
  - EyeToy:Play
  - EyeToy:Play 2
  - かいけつゾロリ めざせ!いたずらキング
  - アイトーイ フリフリダンス天国
  - レッツプレイスポーツ!
  - サルアイトーイ 大騒ぎ!ウッキウキゲームてんこもりっ!!
  - 爆封スラッシュ!キズナ嵐
  - セガ スーパースターズ
  - カードキャプターさくら さくらちゃんとあそぼ!
  - ボボボーボ・ボーボボ 集まれ!!体感ボーボボ
  - Bob the Builder（PlayStation 2 game）

- 対応タイトル
  - MLB2004
  - ハリー・ポッターとアズカバンの囚人
  - DJbox
  - どこでもいっしょ －トロといっぱい
  - DDR FESTIVAL Dance Dance Revolution
  - Dance Dance Revolution STRIKE
  - Dance Dance Revolution SuperNOVA
  - Dance Dance Revolution SuperNOVA 2
  - Dance Dance Revolution X

他

## PlayStation Eye
PlayStation Eye（プレイステーション アイ）は、EyeToyの後継であるPlayStation 3用のマイク付きUSBカメラ。Eyetoyよりもスタンドの回転が自由になったが、ケーブルの硬さやカメラのずれ、薄型テレビに設置する際の不便性などは解消されていないため、別売りのスタンドなどが必要になる場合もある。また、Torne使用中はUSBの給電量が不足する可能性がある。焦点は二種類の切り替えが可能。また、マイクをボイスチャット代わりに使用することも可能。PlayStation 4以降では接続してもエラーが表示される。
日本では2007年10月25日発売の『THE EYE OF JUDGMENT』に同梱されたが作品の売上は良くなかったため普及せず、後の2008年6月3日に単品での発売を発表。同年7月24日に単品販売 (CEJH-15001) された。CEJH-15001のみ同梱ソフト「メモーション」（「ツクル・ミル・トク・アソブ・マウ・ウゴク」の内容が用意）が含まれる。
2009年9月以降はプレイステーション3の表記変更（PLAYSTATION 3からPlayStation 3）に伴い、「PLAYSTATION Eye」から「PlayStation Eye」となった。
2010年10月21日発売の「PlayStation Move」で必須の周辺機器となった。２つまでのPlayStation Move モーションコントローラーのLEDの位置・大きさを認識する。コントローラーのポインター認証は「キャリブレーション」と呼ばれ、カメラの映像が暗転した直後にモーションコントローラーのLEDが三色（PlayStation 4の場合は7色）に点灯することでポインターの設定が可能となる。
フレームレートは640×480ピクセル（60fps）、320×240ピクセル（120fps）。
- 専用タイトル
  - THE EYE OF JUDGMENT
  - メモーション
  - EyePet
  - Beat Sketch

- 対応タイトル
  - ワールドサッカー ウイニングイレブン 2008
  - スネークボール
  - バーンアウト パラダイス
  - レインボーシックス ベガス 2
  - フェイスブレイカー
  - リトルビッグプラネット
  - ワールドサッカー ウイニングイレブン 2009
  - グランツーリスモ5

他

## PlayStation Camera
PlayStation Camera（プレイステーション カメラ、旧称:PlayStation 4 Eye）は、PS4用のマイク付きステレオカメラ。事実上、ほとんどの需要がPlayStation VRのために存在するカメラであるため、無償普及されるアダプターを経由すればPlayStation 5にも接続可能。
発表当初、全てのゲームに使う必要はないと判断して、本体への同梱予定はないとSCEJAは答えていたが、実際には標準添付版と無しの両方のパックが販売される事となった。
対角85°の視野角を持つカメラを2つ搭載したことで空間の奥行きと、4チャンネルのマイクアレイが搭載され立体的に音源の位置の計算を行えるようになった。立体撮影を可能とし、プレイヤーの前後を含む位置関係を認識することで体の動きを認識できるようになるほか、PlayStation Moveの位置をより正確に認識することができるようになるとされている。音声認識・ジェスチャー認識やプレイヤーの顔認識などの使用方法も挙げられており、DUALSHOCK 4のライトバーと組み合わせプレイヤーの位置を認識、画面中のキャラクターがプレイヤーの方向を向いて話しかけるなどの利用例も挙げられている。また、モーションキャプチャーシステム「PlayStation Move」とバーチャルリアリティシステム「PlayStation VR」をプレイするのに必要となるが、それらを使用しないゲームでPlayStation Cameraに対応しているのは本体に標準インストールされている『THE PLAYROOM』とごく一部のソフトのみである。なお、ソフトウェアのライセンス上の問題やセカンドスクリーンの非対応などからTHE PLAYROOMはPS5で遊ぶことができない。
解像度1280×800px、色深度12bitで60fpsの撮影が可能であり、PlayStation 4本体とは専用のAUX端子を介して接続する。また、解像度と引き換えにフレームレートを最大240fpsにまで引き上げることが可能である（1280×800ピクセル（60fps）、 640×400ピクセル（120fps）、320×192ピクセル（240fps））。カメラの起動中はPlayStation Camera中央の赤LEDが点灯する。
3軸ジャイロ・3軸加速度のセンサーを内蔵しており、カメラ自身がどの方向を見ているのか検出が可能になっている。これによってゲーム側から、カメラの位置をより良い位置に設置するようユーザーに促すことが可能になっている。
PS4本体とは専用のAUX端子で接続されるが、その端子の実態はUSB3.0であり端子形状を変えて専用にしたのは他機器との同時接続で通信速度を確保できない可能性を回避するためである。
当初発売された「CUH-ZEY1J」は出荷完了となり、2016年9月15日に二代目「CUH-ZEY2J」が発売となった。小型化されスタンドが付いたが、カメラの性能は旧型と全く同じで互換性がある。

### THE PLAYROOM
THE PLAYROOM(ザ　プレイルーム）とは、2013年11月15日に初登場したPlayStation Camera、及びPS4内のセカンドスクリーン機能を活用したプレイデモ。PlayStation 4にプリインストールされており、無料DLCでコンテンツを増やすことが可能。ただし、THE PLAYROOM VRと違ってゲームデータをPlayStation 5に移動できない。開発はFiresprite（エイリアンバディはDouble Fine Productions、ARスタジオはジャパンスタジオ）。PlayStation Cameraがない場合はトレーラー映像を見ることのみが可能。DUALSHOCK 4のタッチパッドからゲームモードを選択する必要がある。

#### ASOBIと遊ぶ
球型のロボットのような物である「ASOBI」がコントローラーから召喚されるので、カメラで触れ合うことができる。ロボットはカメラ上にあるDUALSHOCK 4や人間の顔を認識する。

#### ARボット
DUALSHOCK 4からアストロボットの原型となったキャラクター、及び一部のSIE製ゲームのキャラクターを召喚できる。コントローラーの中身にいるロボットの数も確認ができる。DLCの「トイメーカー」をインストールした場合は、このゲームの起動中にPS Vita、もしくはスマートフォン上から「PS4セカンドスクリーン」を起動し、プレイヤーが描いた絵を召喚することも可能となる。

#### ARホッケー
DUALSHOCK 4 2個を使用し、仮想空間上でホッケーをプレイすることができる。

#### エイリアンバディ
DUALSHOCK 4上からエイリアンを召喚し、画面に表示された3Dの物体を破壊できる。

#### 忍者ボット
DUALSHOCKのモーション機能を利用してボットを操作し、画面に表示された仮想空間を走ることができる。

#### ARスタジオ
スマートフォン上から起動したセカンドスクリーンで画面上やコントローラー上に演出を作成することができる。ただし、PS Vitaは使用不可能。

## PS5 HDカメラ
PS5 HDカメラ（ピーエスファイブ　エイチディーカメラ）とは、PS5用のマイク付きステレオカメラ。PlayStation VR、PlayStation 4には非対応。PlayStation 5のローンチと同じ2020年11月12日に発売。PlayStation CameraのPlayStation VR以外での需要のなさが考慮され、配信、AVチャット、ボイスチャット以外の使用用途が存在しないカメラ。スタンド一体型であり、薄型テレビでもカメラの下部分をスタンドにすることができる。